# Alexis Saelemaekers
Pour les articles homonymes, voir Saelemaekers.
Alexis Saelemaekers, né le 27 juin 1999 à Berchem-Sainte-Agathe (Bruxelles) en Belgique, est un footballeur international belge qui joue au poste d'attaquant à l'AC Milan.

## Biographie

### En club

#### RSC Anderlecht (2018-2020)
En octobre 2017 Saelemaekers a commencé sa carrière professionnelle avec RSC Anderlecht. Il fait ses débuts en Division 1A le 16 février 2018 contre Saint-Trond.
Le 1er septembre 2019, Alexis Saelemaekers marque l'unique but du classico contre le Standard de Liège (1-0).

#### AC Milan (depuis 2020)
Le 31 janvier 2020, Saelemaekers est prêté contre 3,5 millions d’euros à l'AC Milan avec option d'achat obligatoire fixée à 3,5 millions d’euros et un million d'euros de bonus,. Il s'engage définitivement avec le club lombard le 1er juillet 2020 pour une durée de quatre saisons. Le 15 octobre 2021, son contrat avec l'AC Milan est prolongé jusqu'au 30 juin 2026. Il marque son premier but avec l'AC Milan face à Bologne lors de la 34e journée de la saison 2019-2020 du Championnat d'Italie de football.

#### Prêt d'une saison au Bologne FC
Le 30 août 2023, il est prêté pour une saison au Bologne FC où il devient rapidement titulaire et inscrit son premier but pour les Rossoblù le 3 février 2024 contre Sassuolo.

#### Retour à l'AC Milan
Après sa saison en prêt à Bologne, il rentre à Milan le 30 juin 2024 à la demande du nouvel entraineur milanais Paulo Fonseca. Le 14 août, il inscrit le premier but de la rencontre lors du Trofeo Silvio Berlusconi contre Monza (victoire 3-1) en réalisant un coup du foulard depuis la ligne des 16 mètres.

### En sélections nationales
Avec les moins de 19 ans, il délivre une passe décisive lors d'un match contre l'équipe de France en mars 2018 (défaite 2-3).
Il joue son premier match avec les espoirs le 7 septembre 2018, contre Malte, à l'occasion des éliminatoires de l'Euro espoirs 2019 (victoire 0-4). Le 15 novembre 2018, il délivre une passe décisive lors d'une rencontre amicale face à la Roumanie (match nul 3-3).
Le 8 octobre 2020, il joua son premier match avec la Belgique face à la Côte d'Ivoire. Il est titulaire l'ensemble du match et délivra une passe décisive pour Michy Bathsuayi, le score final est de un but partout.
Le 5 septembre 2021, il marque son premier but avec les Diables Rouges lors de la victoire 3-0 contre la République tchèque avec une passe décisive de Romelu Lukaku.
Le 8 septembre 2021, il délivre l’unique passe décisive de la victoire 0-1 à Kazan face à la Biélorussie pour le but de Dennis Praet.
Alors qu'il revient de blessure, il est absent de la liste des 26 joueurs de Roberto Martínez pour disputer la Coupe du monde 2022 au Qatar ; il fait néanmoins partie des quatre réservistes.
Il participe à deux matches comptant pour les qualifications de l'Euro 2024 mais n'est pas repris sur la liste des 25 joueurs sélectionnés par Domenico Tedesco pour disputer la phase finale en Allemagne.

## Statistiques

### En club
| Saison                | Club                  | Championnat           | Championnat | Championnat | Championnat | Coupe(s) nationale(s) | Coupe(s) nationale(s) | Coupe(s) nationale(s) | Compétition(s) continentale(s) | Compétition(s) continentale(s) | Compétition(s) continentale(s) | Compétition(s) continentale(s) | Autres compétitions | Autres compétitions | Autres compétitions | Autres compétitions | Total | Total | Total |
| Saison                | Club                  | Division              | M.          | B.          | P.d.        | M.                    | B.                    | P.d.                  | Comp.                          | M.                             | B.                             | P.d.                           | Comp.               | M.                  | B.                  | P.d.                | M.    | B.    | P.d.  |
| 2017-2018             | RSC Anderlecht        | Division 1A           | 1           | 0           | 0           | -                     | -                     | -                     | C1                             | -                              | -                              | -                              | PO1                 | 10                  | 0                   | 1                   | 11    | 0     | 1     |
| 2018-2019             | RSC Anderlecht        | Division 1A           | 23          | 0           | 4           | 1                     | 0                     | 0                     | C3                             | 3                              | 0                              | 0                              | PO1                 | 7                   | 0                   | 2                   | 34    | 0     | 6     |
| 2019-2020             | RSC Anderlecht        | Division 1A           | 16          | 2           | 2           | 3                     | 0                     | 2                     | -                              | -                              | -                              | -                              | -                   | -                   | -                   | -                   | 19    | 2     | 4     |
| Sous-total            | Sous-total            | Sous-total            | 40          | 2           | 6           | 4                     | 0                     | 2                     | -                              | 3                              | 0                              | 0                              | -                   | 17                  | 0                   | 3                   | 64    | 2     | 11    |
| 2019-2020             | AC Milan (prêt)       | Serie A               | 13          | 1           | 1           | 2                     | 0                     | 0                     | -                              | -                              | -                              | -                              | -                   | -                   | -                   | -                   | 15    | 1     | 1     |
| 2020-2021             | AC Milan              | Serie A               | 32          | 2           | 5           | 1                     | 0                     | 0                     | C3                             | 7                              | 1                              | 2                              | -                   | -                   | -                   | -                   | 40    | 3     | 7     |
| 2021-2022             | AC Milan              | Serie A               | 36          | 1           | 3           | 4                     | 1                     | 0                     | C1                             | 6                              | 0                              | 0                              | -                   | -                   | -                   | -                   | 46    | 2     | 3     |
| 2022-2023             | AC Milan              | Serie A               | 30          | 2           | 2           | 1                     | 0                     | 0                     | C1                             | 8                              | 2                              | 0                              | -                   | -                   | -                   | -                   | 39    | 4     | 2     |
| 2024-2025             | AC Milan              | Serie A               | 1           | 0           | 0           | -                     | -                     | -                     | C1                             | -                              | -                              | -                              | -                   | -                   | -                   | -                   | 1     | 0     | 0     |
| 2025-2026             | AC Milan              | Serie A               | -           | -           | -           | 1                     | 0                     | 0                     | -                              | -                              | -                              | -                              | -                   | -                   | -                   | -                   | 1     | 0     | 0     |
| Sous-total            | Sous-total            | Sous-total            | 112         | 6           | 11          | 9                     | 1                     | 0                     | -                              | 21                             | 3                              | 2                              | -                   | -                   | -                   | -                   | 142   | 10    | 13    |
| 2023-2024             | Bologne FC (prêt)     | Serie A               | 30          | 4           | 3           | 2                     | 0                     | 0                     | -                              | -                              | -                              | -                              | -                   | -                   | -                   | -                   | 32    | 4     | 3     |
| 2024-2025             | AS Rome (prêt)        | Serie A               | 22          | 7           | 5           | 2                     | 0                     | 1                     | C3                             | 7                              | 0                              | 1                              | -                   | -                   | -                   | -                   | 31    | 7     | 7     |
| Total sur la carrière | Total sur la carrière | Total sur la carrière | 204         | 19          | 25          | 17                    | 1                     | 3                     | -                              | 31                             | 3                              | 3                              | -                   | 17                  | 0                   | 3                   | 269   | 23    | 34    |

### En sélections nationales
| Saison                | Sélection             | Phases finales         | Phases finales | Phases finales | Phases finales | Éliminatoires CDM | Éliminatoires CDM | Éliminatoires CDM | Éliminatoires EURO | Éliminatoires EURO | Éliminatoires EURO | Ligue des Nations | Ligue des Nations | Ligue des Nations | Matchs amicaux | Matchs amicaux | Matchs amicaux | Total | Total | Total |
| Saison                | Sélection             | Compétition            | M              | B              | Pd             | M                 | B                 | Pd                | M                  | B                  | Pd                 | M                 | B                 | Pd                | M              | B              | Pd             | M     | B     | Pd    |
| --------------------- | --------------------- | ---------------------- | -------------- | -------------- | -------------- | ----------------- | ----------------- | ----------------- | ------------------ | ------------------ | ------------------ | ----------------- | ----------------- | ----------------- | -------------- | -------------- | -------------- | ----- | ----- | ----- |
| 2020-2021             | Belgique              | -                      | -              | -              | -              | 0                 | 0                 | 0                 | -                  | -                  | -                  | -                 | -                 | -                 | 1              | 0              | 0              | 1     | 0     | 0     |
| 2021-2022             | Belgique              | Ligue des nations 2021 | 1              | 0              | 0              | 5                 | 1                 | 1                 | -                  | -                  | -                  | 0                 | 0                 | 0                 | 2              | 0              | 0              | 8     | 1     | 1     |
| 2022-2023             | Belgique              | -                      | -              | -              | -              | -                 | -                 | -                 | 1                  | 0                  | 0                  | 0                 | 0                 | 0                 | 1              | 0              | 0              | 2     | 0     | 0     |
| 2023-2024             | Belgique              | -                      | -              | -              | -              | -                 | -                 | -                 | 1                  | 0                  | 0                  | -                 | -                 | -                 | -              | -              | -              | 1     | 0     | 0     |
| 2024-2025             | Belgique              | -                      | -              | -              | -              | 2                 | 0                 | 0                 | -                  | -                  | -                  | 2                 | 0                 | 0                 | -              | -              | -              | 4     | 0     | 0     |
| Total sur la carrière | Total sur la carrière | Total sur la carrière  | 1              | 0              | 0              | 7                 | 1                 | 1                 | 2                  | 0                  | 0                  | 2                 | 0                 | 0                 | 4              | 0              | 0              | 16    | 1     | 1     |

### Matchs internationaux
| Matchs internationaux d'Alexis Saelemaekers, | Matchs internationaux d'Alexis Saelemaekers, | Matchs internationaux d'Alexis Saelemaekers,           | Matchs internationaux d'Alexis Saelemaekers, | Matchs internationaux d'Alexis Saelemaekers, | Matchs internationaux d'Alexis Saelemaekers, | Matchs internationaux d'Alexis Saelemaekers, | Matchs internationaux d'Alexis Saelemaekers,                                |
| #                                            | Date                                         | Lieu                                                   | Adversaire                                   | Résultat                                     | Compétition                                  | Club                                         | Notes                                                                       |
| -------------------------------------------- | -------------------------------------------- | ------------------------------------------------------ | -------------------------------------------- | -------------------------------------------- | -------------------------------------------- | -------------------------------------------- | --------------------------------------------------------------------------- |
| 1                                            | 8 octobre 2020                               | Stade Roi Baudouin, Bruxelles, Belgique                | Côte d'Ivoire                                | N 1 - 1                                      | Match amical                                 | AC Milan                                     | Titulaire, écope d'un carton jaune à la 63e minute de jeu.                  |
| 2                                            | 2 septembre 2021                             | A. Le Coq Arena, Tallinn, Estonie                      | Estonie                                      | V 5 - 2                                      | Éliminatoires de la Coupe du monde 2022      | AC Milan                                     | Titulaire, remplacé par Thomas Foket à la 66e minute de jeu.                |
| 3                                            | 5 septembre 2021                             | Stade Roi Baudouin, Bruxelles, Belgique                | Tchéquie                                     | V 3 - 0                                      | Éliminatoires de la Coupe du monde 2022      | AC Milan                                     | Buteur, entre en jeu à la place de Yannick Carrasco à la 57e minute de jeu. |
| 4                                            | 8 septembre 2021                             | Ak Bars Arena, Kazan, Russie                           | Biélorussie                                  | V 1 - 0                                      | Éliminatoires de la Coupe du monde 2022      | AC Milan                                     | Titulaire, remplacé par Thomas Foket à la 84e minute de jeu.                |
| 5                                            | 10 octobre 2021                              | Juventus Stadium, Turin, Italie                        | Italie                                       | D 1 - 2                                      | Ligue des nations 2020-2021                  | AC Milan                                     | Titulaire, remplacé par Charles De Ketelaere à la 59e minute de jeu.        |
| 6                                            | 13 novembre 2021                             | Stade Roi Baudouin, Bruxelles, Belgique                | Estonie                                      | V 3 - 1                                      | Éliminatoires de la Coupe du monde 2022      | AC Milan                                     | Entre en jeu à la place de Thomas Meunier à la 62e minute de jeu.           |
| 7                                            | 16 novembre 2021                             | Cardiff City Stadium, Cardiff, Pays de Galles          | Pays de Galles                               | N 1 - 1                                      | Éliminatoires de la Coupe du monde 2022      | AC Milan                                     | Entre en jeu à la place de Charles De Ketelaere à la 59e minute de jeu.     |
| 8                                            | 26 mars 2022                                 | Aviva Stadium, Dublin, Irlande                         | République d'Irlande                         | N 2 - 2                                      | Match amical                                 | AC Milan                                     | Titulaire, remplacé par Thomas Foket à la 46e minute de jeu.                |
| 9                                            | 29 mars 2022                                 | Lotto Park, Bruxelles, Belgique                        | Burkina Faso                                 | V 3 - 0                                      | Match amical                                 | AC Milan                                     | Entre en jeu à la place de Charles De Ketelaere à la 53e minute de jeu.     |
| 10                                           | 24 mars 2023                                 | Friends Arena, Solna, Suède                            | Suède                                        | V 3 - 0                                      | Éliminatoires de l'Euro 2024                 | AC Milan                                     | Entre en jeu à la place de Arthur Theate à la 85e minute de jeu.            |
| 11                                           | 28 mars 2023                                 | RheinEnergieStadion, Cologne, Allemagne                | Allemagne                                    | V 3 - 2                                      | Match amical                                 | AC Milan                                     | Entre en jeu à la place de Jan Vertonghen à la 46e minute de jeu.           |
| 12                                           | 19 novembre 2023                             | Stade Roi Baudouin, Bruxelles, Belgique                | Azerbaïdjan                                  | V 5 - 0                                      | Éliminatoires de l'Euro 2024                 | Bologne FC                                   | Entre en jeu à la place de Arthur Theate à la 59e minute de jeu.            |
| 13                                           | 20 mars 2025                                 | Stade Enrique-Roca de Murcie, Murcie, Espagne          | Ukraine                                      | D 1 - 3                                      | Ligue des nations 2024-2025                  | AS Rome                                      | Entre en jeu à la place de Leandro Trossard à la 80e minute de jeu.         |
| 14                                           | 23 mars 2025                                 | Cegeka Arena, Genk, Belgique                           | Ukraine                                      | V 3 - 0                                      | Ligue des nations 2024-2025                  | AS Rome                                      | Entre en jeu à la place de Leandro Trossard à la 69e minute de jeu.         |
| 15                                           | 6 juin 2025                                  | Stade national Toše-Proeski, Skopje, Macédoine du Nord | Macédoine du Nord                            | N 1 - 1                                      | Éliminatoires de la Coupe du monde 2026      | AS Rome                                      | Titulaire.                                                                  |
| 16                                           | 9 juin 2025                                  | Stade Roi Baudouin, Bruxelles, Belgique                | Pays de Galles                               | V 4 - 3                                      | Éliminatoires de la Coupe du monde 2026      | AS Rome                                      | Entre en jeu à la place de Kevin De Bruyne à la 89e minute de jeu.          |

### Buts internationaux
| Buts internationaux d'Alexis Saelemaekers, | Buts internationaux d'Alexis Saelemaekers, | Buts internationaux d'Alexis Saelemaekers, | Buts internationaux d'Alexis Saelemaekers, | Buts internationaux d'Alexis Saelemaekers, | Buts internationaux d'Alexis Saelemaekers, | Buts internationaux d'Alexis Saelemaekers, | Buts internationaux d'Alexis Saelemaekers, | Buts internationaux d'Alexis Saelemaekers, | Buts internationaux d'Alexis Saelemaekers, |
| #                                          | Date                                       | Lieu                                       | Adversaire                                 | Résultat                                   | Compétition                                | Détail                                     | Détail                                     | Détail                                     | Cape                                       |
| ------------------------------------------ | ------------------------------------------ | ------------------------------------------ | ------------------------------------------ | ------------------------------------------ | ------------------------------------------ | ------------------------------------------ | ------------------------------------------ | ------------------------------------------ | ------------------------------------------ |
| 1                                          | 5 septembre 2021                           | Stade Roi Baudouin, Bruxelles, Belgique    | Tchéquie                                   | V 3 - 0                                    | Éliminatoires de la Coupe du monde 2022    | 65e                                        | du pied droit                              | 3-0                                        | 3e                                         |

## Palmarès

### En club
|  |  | AC Milan - Championnat d'Italie de football (1) : - Champion : 2022. - Vice-champion : 2021. |

### En sélections nationales
|  |  | Belgique - Ligue des nations : - Quatrième : 2021. |